# Sucrerie d'Ida O Gourd
 (janvier 2018).
 (septembre 2024).
La sucrerie d'Ida O Gourd se trouve aux environs d'Essaouira, dans le sud du Maroc. C'est un ensemble construit pour traiter la canne à sucre, qui fut édifié par les Saadiens entre 1576 et 1578.
Elle appartient à un ensemble de 14 usines pré-industrielles réparties entre la région du Souss (10), de Chichaoua (2), de Tensift (1) et enfin de Mogador (1),.